# 勁草書房
株式会社勁草書房（けいそうしょぼう）は、東京都文京区水道に本社を置く出版社。

## 概要
哲学・社会学・文学・法律・経済学・政治等の書籍を中心に出版する。
1948年（昭和23年）4月12日に金沢の百貨店「大和」の出版部「勁草書房」として創立された。創業者は「大和」創業者の孫の井村寿二（じゅうじ、1923年 - 1988年、金沢医科大学（現・金沢大学医学部）卒業）。「大和」入社ののち創業。社名は安倍能成が『後漢書』の「疾風知勁草」からとった。強い風が吹いてもなお倒れないことによって強い草が見分けられるという意味である。1968年（昭和43年）に刊行された羽仁五郎の『都市の論理』はベストセラーとなった。1970年（昭和45年）に株式会社として、大和の全額出資で分社化された。資本金は5000万円。
井村寿二の遺稿集として『異境有情 フィリピンの友と』（井村節子 勁草書房 (製作) 1990年）がある。

## 主な出版物
- 『戸坂潤全集』
- 『古在由重著作集』
- 『河上徹太郎全集』
- 『吉本隆明全著作集』
- 『構造と力』（浅田彰）
- 『言語哲学大全Ⅰ～Ⅳ』(飯田隆)
- 『女という快楽』（上野千鶴子）
- 『権力の予期理論』（宮台真司）
- 『言語ゲームと社会理論』（橋爪大三郎）
- 『身体の比較社会学（1）』（大澤真幸）
- 『暴力のオントロギー』（今村仁司）
- 『クィア・ジャパン』伏見憲明編集

英米の分析哲学の哲学書の翻訳、研究書、解説書を数多く出版している。